# 不思議数
不思議数（ふしぎすう、英: weird number）とは、過剰数のうち擬似完全数でない自然数のことである。言い換えると次の条件を両方満たす数である。
- その数自身を除く約数の総和が元の数より大きい（過剰数である）。
- 約数を（重複させずに）どのように選んでも、その和は元の数には一致しない（擬似完全数でない）。

例えば、70 の場合を考える。
- 自身を除く約数の総和は 1 + 2 + 5 + 7 + 10 + 14 + 35 = 74 > 70 であり元の数より大きくなる。
- 上記の約数をどのように選んで和を計算しても、元の数には一致しない。

したがって、70 は不思議数である。
これに対して、20 の場合を考える。
- 自身を除く約数の総和は 1 + 2 + 4 + 5 + 10 = 22 > 20 であり元の数より大きくなる。
- 上記の約数のうち、1, 4, 5, 10 を選ぶと、1 + 4 + 5 + 10 = 20 であり、元の数と一致させることができる。

したがって、20 は不思議数でない。
不思議数は無数に存在し、そのうち最小の数は 70 である。
不思議数を 70 から小さい順に列記すると
70, 836, 4030, 5830, 7192, 7912, 9272, 10430, 10570, 10792, 10990, 11410, 11690,  …（オンライン整数列大辞典の数列 A006037）
奇数の不思議数は発見されていないが、もし存在するならば 232 = 4294967296 より大きい数であることが知られている。

## 引用
1. ↑   C. N.Friedman,"Sums of Divisors and Egyptian Fractions",Journal of Number Theory,July 1993,volume 44,Issue 3 ,pp.328–339